# Ordre d'expulser les barbares

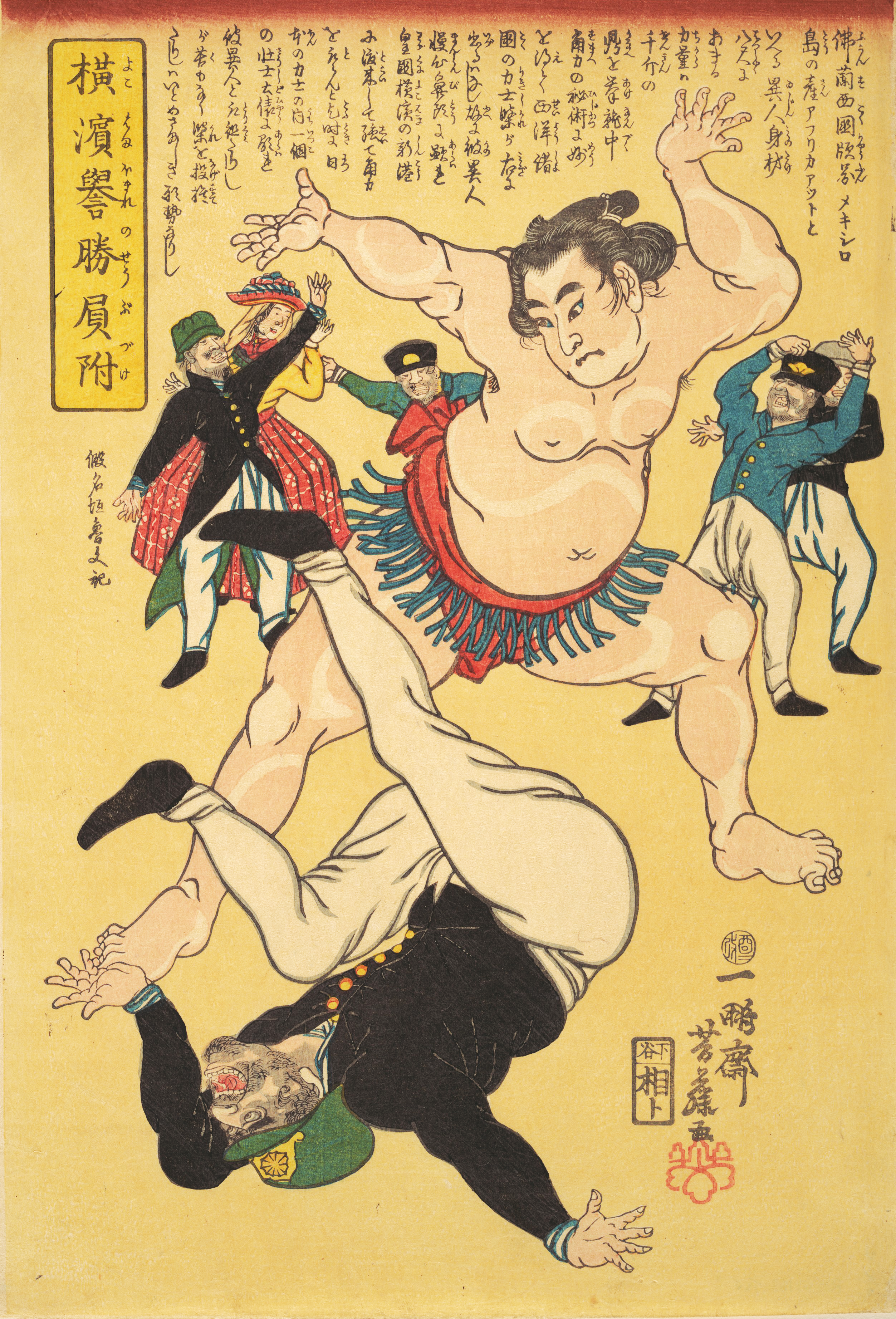
Image représentant le rejet de l'Occident, 1861.

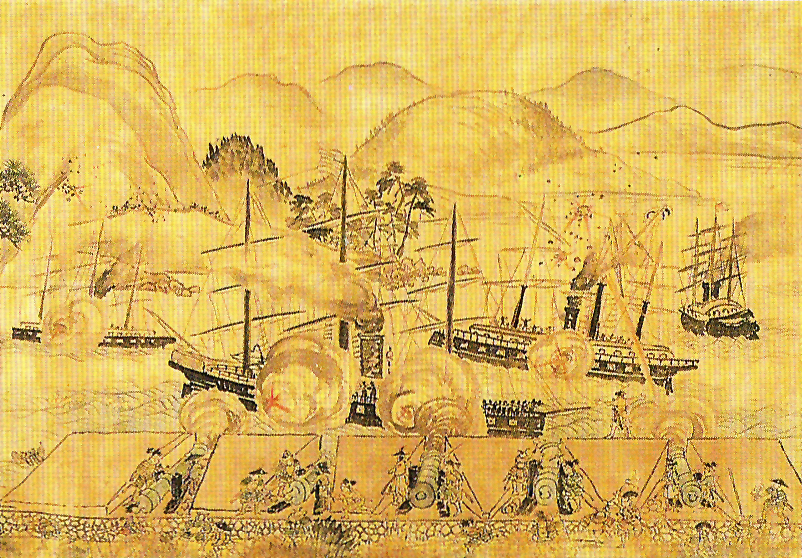
Peinture japonaise représentant l'artillerie du domaine de Chōshū bombardant des navires occidentaux à Shimonoseki.

L'ordre d'expulser les barbares (攘夷勅命 ; 攘夷実行の勅命, jōi chokumei ou jōi jikkō no chokumei) est un édit émis le 5 juin 1863 par l'empereur Kōmei appelant à rejeter l'occidentalisation après l'ouverture forcée du Japon par le commodore américain Matthew Perry en 1854.

## L'ordre
L'édit se basait sur le sentiment général anti-étrangers symbolisé par le mouvement du Sonnō jōi (« Révérer l'Empereur, expulser les barbares »). L'empereur Kōmei était en accord avec ce sentiment et — contrastant avec des siècles de tradition impériale — commença à prendre un rôle actif dans les affaires de l'État. Lorsque l'occasion se présentait, il protestait contre les traités inégaux et tentait d'interférer dans la succession shogunale. Ses efforts culminèrent le 5 juin 1863 avec l'« ordre d'expulser les barbares ». Une date limite pour son exécution fut fixée au 25 juin.

## Conséquences
Le shogunat n'avait pas l'intention d'appliquer l'ordre mais l'édit influença des attaques contre les étrangers au Japon et contre le shogunat lui-même. L'incident le plus notable est le bombardement de navires occidentaux dans le détroit de Shimonoseki au large de la province de Chōshū le jour de la date limite. Des samouraï sans maîtres (rōnin) se joignirent à la cause et attaquèrent des fonctionnaires du shogunat et des Occidentaux. Le meurtre du marchand anglais Charles Lennox Richardson est parfois considéré comme ayant été provoqué par l'ordre. Le shogunat fut forcé de payer une indemnité de 100 000 £ pour la mort de Richardson.
Mais par la suite, les Occidentaux mirent fin aux attaques japonaises avec le bombardement de Shimonoseki. D'importantes réparations furent demandées au domaine de Satsuma pour le meurtre de Charles Lennox Richardson (Incident de Namamugi). Lorsque celles-ci ne furent pas versées, une escouade de la marine britannique entra dans le port de Kagoshima pour forcer le daimyo (gouverneur) à payer. Mais en réponse, il ordonna à son artillerie d'ouvrir le feu sur les navires qui ripostèrent. Cela fut plus tard nommé, de façon inexacte, « bombardement de Kagoshima ». Ces incidents montrèrent clairement que le Japon n'était pas de taille à s'opposer à la puissance militaire de l'Occident et que l'utilisation de la force ne pouvait être la solution.
Ces évènements servirent cependant à affaiblir davantage le shogunat qui apparaissait trop faible et soumis à l'Occident. En fin de compte, une rébellion contre le shogunat se transforma en guerre civile (guerre de Boshin) et amena à la restauration de Meiji en 1868.